# Мюнхен-Доннерсбергербрюке
48°08′33″ пн. ш. 11°32′12″ сх. д. / 48.142623° пн. ш. 11.536537° сх. д.
Мюнхен-Доннерсбергербрюке (нім. Bahnhof München Donnersbergerbrücke, нім. Donnersbergerbrücke) — регіональна станція в районі Шванталерхое в столиці Баварії Мюнхені. 
Станція розташована на схід від мосту Доннерсбергербрюке. У 2008 році її щодня відвідували 31 800 мандрівників.
На цій станції лінія Мюнхенської міської залізниці S7 відгалужується до Вольфратсгаузен. 
Тут також зупиняються потяги Bayerische Oberlandbahn, які курсують залізницею Мюнхен — Гольцкірхен.

## Транспортне сполучення

### Колійний розвиток
Лінії S-Bahn 1-6 і 8 прямують за місто через платформу 1. Наступна залізнична станція — Мюнхен-Гіршгартен.
Bavarian Regiobahn і S7 відправляються з однієї платформи 2. 
Відразу після платформи вони прямують тунелем під усіма іншими коліями в напрямку головного вокзалу та, після довгого повороту ліворуч і перетину Ландстбергерштрасе, досягають станції Гаймаранплац, де є пересадка на U4 та U5.
Усі поїзди міської залізниці, що прямують із Лайму/Пазінгу в напрямку Гакербрюкке, зупиняються на платформі 3.
Bavarian Regiobahn і лінія S-Bahn S7 зупиняються на платформі 4.
Обидві центральні платформи мають довжину 210 м.
Платформи сполучені між собою окремим мостом на захід від платформ. 
Цей міст з’єднаний із Доннерсбергербрюкке , де також зупиняються автобуси 53, 63, 153 і N99. 
Після завершення будівництва Арнульфстега платформи також мають доступ зі сходу.

### Рух потягів
| Лінія           | Маршрут | Інтервал        | Інтервал в годину пік |
| --------------- | --- | --------------- | --------------------- |
| RB55            | Мюнхен-Головний – Доннерсбергербрюке – Гольцкірхен – Шлірзе - Байріщцель | 60 хв           | 30 хв                 |
| RB56 OBL · RB57 | Головний вокзал – Доннерсбергербрюке – Гольцкірхен – Ленггріс / Тегернзе | 60 хв           | 30 хв                 |
| RB58            | Мюнхен-Головний – Доннерсбергербрюке – Дайзенгофен | 60 хв (у будні) | 60 хв (у будні)       |
| RB58            | Мюнхен-Головний – Доннерсбергербрюке – Дайзенгофен – Гольцкірхен – Кройцштрасе – Розенгайм | -               | 9 пар потягів         |
| S1              | Фрайзінг – Пуллінг – Нойфарн/Аеропорт Мюнхен-Термінал – Парк відвідувачів аеропорту – Нойфарн – Ехінг – Лохгоф – Унтершлайсгайм – Обершлайсгайм – Фельдмохінг – Фазанері – Моозах – Мюнхен-Лайм — Мюнхен-Гіршгартен — Доннерсбергербрюке — Мюнхен-Гакербрюке — Мюнхен-Головний — Карльсплац (Штахус) – Маринплац – Ізартор – Розенгаймер-плац – Мюнхен-Східний – Лойхтенбергрінг | 20 хв           | 20 хв                 |
| S2              | Альтомюнстер – Клайнберггофен – Ердвег – Арнбах – Маркт-Індерсдорф – Нідеррот – Швабгаузен – Багерн – Дахау-штадт – (Петерсгаузен – Фіркірхен-Естерофен – Рермос – Гебертсгаузен –) Дахау – Карльсфельд – Аллах – Унтерменцинг – Оберменцинг – Лайм – Гіршгартен – Доннерсбергербрюке – Гакербрюке — Мюнхен-Головний — Карльсплац (Штахус) – Маринплац – Ізартор – Розенгаймер-плац – Мюнхен-Східний – Лойхтенбергрінг – Берг-ам-Лайм – Рім – Фельдкірхен – Гаймштеттен – Груб – Поїнг – Маркт-Швабен – Оттенгофен – Ст. Коломан – Ауфгаузен – Альтенердінг – Ердінг | 20 хв           | 10 хв                 |
| S3              | Маммендорф – Мальхінг – Майзах – Гернлінден – Естінг – Ольхінг – Гребенцелль – Лохгаузен – Лангвід – Пазінг – Лайм – Гіршгартен – Доннерсбергербрюке – Гакербрюке — Мюнхен-Головний — Карльсплац (Штахус) – Маринплац – Ізартор – Розенгаймер-плац – Мюнхен-Східний – Ст.-Мартін-штрасе – Гізінг – Фазангартен – Фазаненпарк – Унтерахінг – Тауфкірхен – Фурт – Дайзенгофен – Зауерлах – Оттерфінг – Гольцкірхен | 20 хв           | 10 хв                 |
| S4              | Гельтендорф – Тюркенфельд – (Графрат – Шенгайзінг –) Бухенау – Фюрстенфельдбрук – Айхенау – Пухгайм – Аубінг – Лайенфельсштрасе – Пазінг – Лайм – Гіршгартен – Доннерсбергербрюке – Лайм – Гакербрюке — Мюнхен-Головний — Карльсплац (Штахус) – Маринплац – Ізартор – Розенгаймер-плац – Мюнхен-Східний – Лойхтенбергрінг – Берг-ам-Лайм – Трудерінг – Гронсдорф – Гаар – Фатерштеттен – Бальдгам – Цорнедінг – Егльхартінг – Кірксеон – Графінг-станція (– Графінг-штадт – Еберсберг)                                                                               | 20 хв           | 10 хв                 |
| S6              | Тутцинг – Фельдафінг – Поссенгофен – Штарнберг – Штарнберг-Північний – Гаутінг – Штокдорф – Планегг – Грефельфінг – Лохгам – Весткройц – Пазінг – Лайм – Гіршгартен – Доннерсбергербрюке – Гакербрюке — Мюнхен-Головний — Карльсплац (Штахус) – Маринплац – Ізартор – Розенгаймер-плац – Мюнхен-Східний – Лойхтенбергрінг – Берг-ам-Лайм – Трудерінг – Гронсдорф – Гаар – Фатерштеттен – Бальдгам – Цорнедінг – Егльхартінг – Кірксеон – Графінг-станція – Графінг-штадт – Еберсберг                                                                                 | 20 хв           | 10 хв                 |
| S7              | Вольфратсгаузен – Іккінг – Ебенгаузен-Шефтларн – Гохеншефтларн – Байербрунн – Бухенгайн – Гелльрігельскройт – Пуллах – Гросгесселое-Ізартальбангоф – Золльн – Зименсверке – Міттерзендлінг – Гаррас – Мюнхен-Гаймаранплац – Доннерсбергербрюке – Гакербрюке — Мюнхен-Головний — Карльсплац (Штахус) – Маринплац – Ізартор – Розенгаймер-плац – Мюнхен-Східний – Ст.-Мартін-штрасе – Гізінг – Перлах – Нойперлах-Південний – Нойбіберг – Оттобрунн – Геенбрунн – Вехтергоф – Геенкірхен-Зігертсбрунн – Дюррнгар – Айїнг – Паїс – Гросгельфендорф – Кройцштрасе        | 20 хв           | 10 хв                 |
| S8              | Гершинг – Зефельд-Гехендорф – Штайнебах – Веслінг – Нойгільхінг – Гільхінг-Аргельсрід – Гайзенбрунн – Гермерінг-Унтерпфаффенгофен – Гартгауз – Фрайгам – Нойаубінг – Весткройц – Пазінг – Лайм – Гіршгартен – Доннерсбергербрюке – Гакербрюке — Мюнхен-Головний — Карльсплац (Штахус) – Маринплац – Ізартор – Розенгаймер-плац – Мюнхен-Східний – Лойхтенбергрінг – Дагльфінг – Енгльшалькінг – Йоганнескірхен – Унтерферінг – Ісманінг – Галльбергмос – Парк відвідувачів аеропорту – Аеропорт Мюнхен-Термінал                                                      | 20 хв           | 10 хв                 |

## Оточення
На північний схід від мосту Доннерсбергер розташований житловий і робочий квартал Арнульфпарк.
На південний захід від залізничного вокзалу розташована головна митниця з вражаючим куполом.